# Іоанніс Сармас
Іоанніс Сармас (грец. Ιωάννης Σαρμάς; нар.21 березня 1957, Кос, Південні Егейські острови) — грецький державний діяч. Прем'єр-міністр Греції з 25 травня до 26 червня 2023, голова Рахункової палати з 2019.

## Біографія
Народився 1957 року. Закінчив юридичний факультет Афінського університету, отримав стипендію для продовження навчання за програмою Directeurs d'Études Associés (DEA) в паризькому Університеті Пантеон-Ассас. Здобув ступінь DEA в галузі кримінального права (1980—1981), публічного права (1982—1983) та державних фінансів (1983—1985), а також докторський ступінь très honorable (1981—1985).
У 1984—1986 роках служив кандидатом в офіцери у ВПС Греції.
У 1986 році пройшов відбірковий конкурс на суддю Державної ради Греції і також відбірковий конкурс до Національного центру державного та місцевого управління (ЕКДДА). Отримав вищий бал в обох конкурсах.
Викладав у ЕКДДА (1989—1999) та в Національній школі суддів (1997—2001).
У 1987—1993 роках — суддя Державної ради. З 1993 — суддя Рахункової палати. У 2002—2013 роках — представник Греції в Європейській Рахунковій палаті. У 2014 році став головою III відділу Рахункової палати (позови та звернення військовослужбовців у відставці). У 2019 став головою Рахункової палати.
Президент Катерина Сакелларопулу доручила Сармасу сформувати технічний уряд після парламентських виборів 21 травня 2023 року, за результатами яких не було сформовано уряд. Метою технічного уряду проведення повторних виборів 25 червня 2023 року.
У травні 2022 року отримав почесний ступінь доктора юридичного факультету Афінського університету, у листопаді — почесний ступінь доктора факультету економічного та регіонального розвитку Університету Пантеон, у березні 2023 року — почесний докторський ступінь Школи гуманітарних, соціальних та економічних наук Міжнародного грецького університету.